# Савватиевский скит
Савва́тиевский скит (также Савватиева пустынь) — один из скитов Соловецкого монастыря, основанный, согласно устоявшемуся преданию, в XV веке Савватием и Германом Соловецкими в северной части Большого Соловецкого острова Соловецкого архипелага, недалеко от губы Сосновой.

## История скита

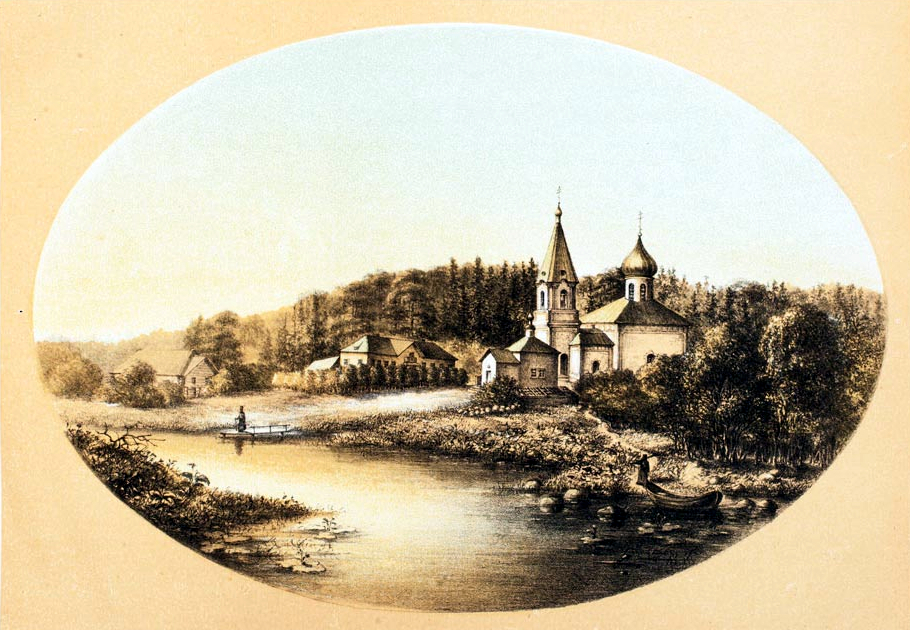
Савватиева пустынь. 1884 год. (Двухэтажный братский корпус ещё не существует и будет построен через несколько лет.)

В свете агиографической традиции, начало иноческой жизни на месте современного Савватиевского скита положили Савватий и Герман Соловецкие, которые проживали на здесь в течение шести лет, по прибытии своём на острова в 1429 году. Высадившись на берег в районе Сосновой губы пустынники подобрали себе место для поселения у озера, недалеко от морского берега и Секирной горы. В «Житии Зосимы и Савватия Соловецких» читаем: «Изыдоста на сухо и ту поставиша шатёр; и створша молитву, вдрузиста крест на месте том, идеже достигоша пристанища. И начаста шествовати по острову смотряюще семо и овамо, где бы хижица вдрузити себе к упокоению. Видевше же место некое стройно и начаста здати келиа себе близ езера, малым отстояща от моря яко поприще едино. Бе же над езером тем гора превысока зело.» Через некоторое время преподобные построили деревянную часовню, в которую поместили привезённую Савватием на остров икону Богоматери «Одигитрия».
Долгое время в пустыне проживали только монахи-отшельники. Первые перемены в ней произошли в середине XVIII века, когда была отремонтирована старая часовня, построены новые деревянные келии, конюшня, пристань на озере. В XIX веке в пустыни жили монастырские трудники, занимавшиеся рыболовством и сенокосом. В это время были дополнительно расчищены от леса новые луга, построены жилые корпуса, гостиница для паломников, валунная баня, каменная конюшня.
Наиболее масштабное строительство произошло здесь в конце XIX века, когда при настоятеле Порфирии, в память событий 1854 года, в 1858—1860 годах по проекту архангельского губернского архитектора А. П. Шахларева была построена новая церковь в честь Смоленской иконы Божией Матери. С момента освящения храма пустынь получила статус заштатного общежительного скита. В иконостасе церкви находилась икона, по преданию привезённая преподобным Савватием, на которой была надпись: «В 1543 году сей образ Пресвятыя Богородицы обретён игуменом Филиппом. А привезён первым на остров Савватием чудотворцем». При этом, рядом с храмом сохранялась старая деревянная часовня во имя Савватия Соловецкого, в которой в том числе хранился деревянный крест с надписью: «…сий крест поставил Филипп, игумен Соловецкого монастыря». В 1886—1890 мастерами из Великого Устюга был построен двухэтажный каменный келейный корпус.

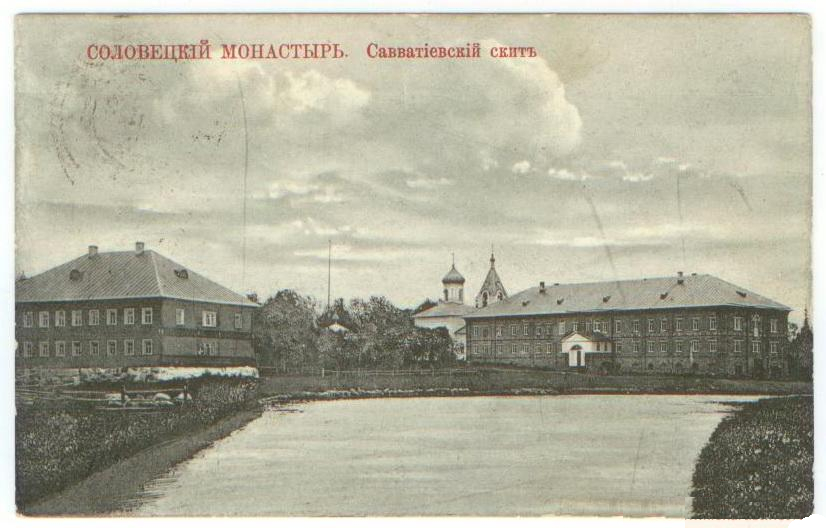
Братские корпуса Савватиевского скита на открытке начала XX века.

К началу XX века в скиту, под началом строителя-иеромонаха, постоянно проживало до восьми человек братии, ежедневно совершались богослужения (утрени, литургии и вечерни с монастырским правилом). Летом его посещало большое количество паломников.
После Октябрьской революции во время существования на Соловках Соловецкого лагеря особого назначения (СЛОН) до 1925 года в Савватьевском скиту содержались «политзаключённые»: меньшевики, эсеры, а после вывоза их в июле 1925 года на материк, скит превратился в обычное лагерное подразделение. В годы Великой Отечественной войны здесь размещалась школа юнг ВМФ: штаб, учебные классы, жильё для командного и преподавательского состава. В послевоенные годы в Савватьево жили наёмные рабочие Учебного отряда Северного флота. В 70-е и 80-е годы на базе построек скита несколько раз безуспешно пытались создать базу отдыха.

## Современное состояние

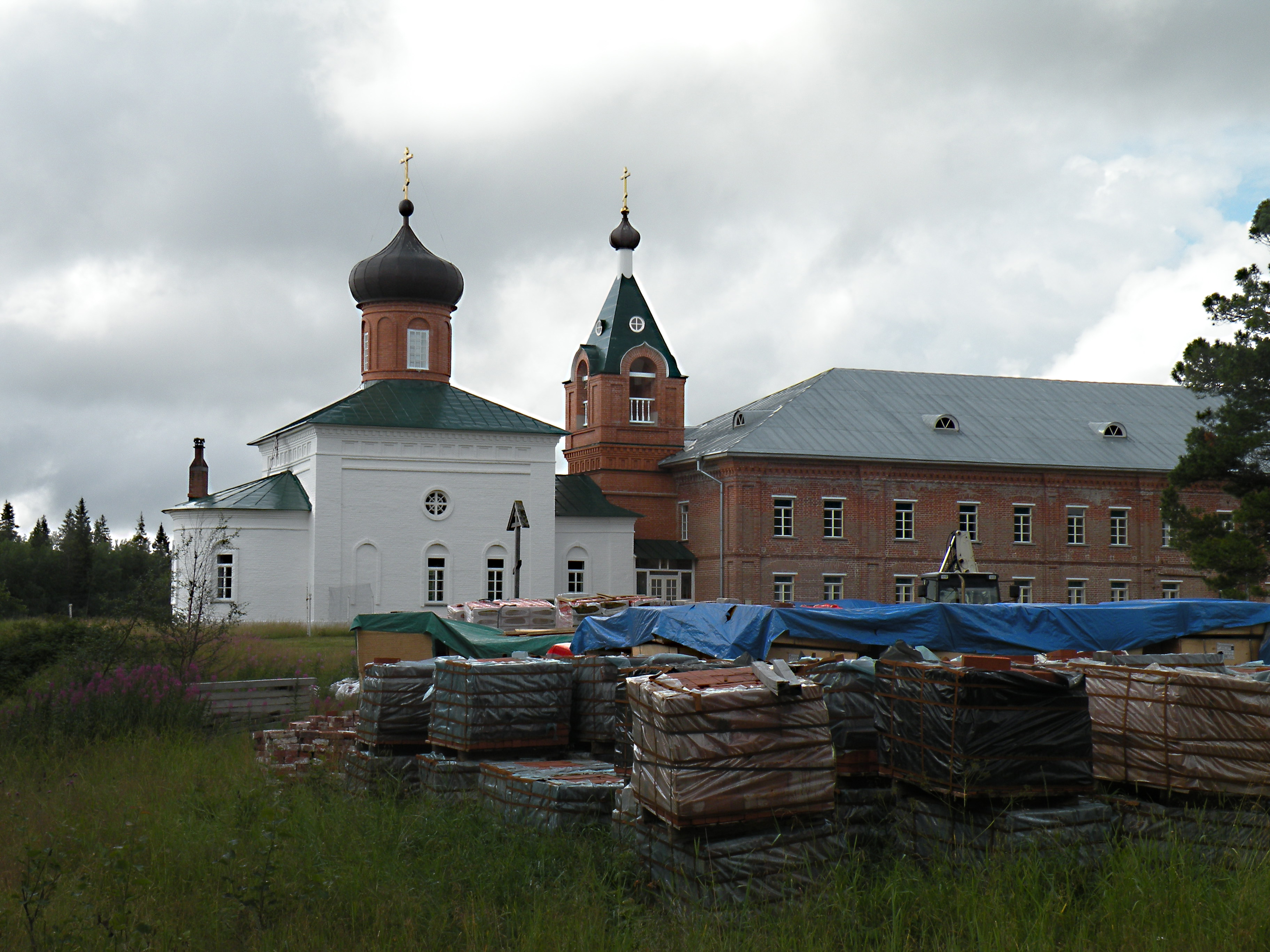
Реставрационные работы в Савватиевском скиту. 2013 год.

Монашеская жизнь в Савватиевском скиту возобновилась в 1994 году, когда в него по одному стали приходить монахи, ища место для уединённой молитвы. В дальнейшем здесь стал постоянно проживать один из иноков монастыря. Летом к нему приезжают другие монахи, усилием которых вокруг скита разработаны огороды и устроены теплицы, в которых выращиваются овощи для монастыря.
В 2002 году был установлен деревянный поклонный крест на месте существовавшей ранее часовни преподобного Савватия. В 2005—2009 годах произведена реставрация в церкви Смоленской иконы Божией Матери «Одигитрия».
Престольным праздником пустыни является 10 августа (28 июля) — день празднования Смоленской иконы Божией Матери. По состоянию на 2015 год, это единственный день, когда в скиту проводятся богослужения.